# De Noordstar
De Noordstar is een koren- en pelmolen in het dorp Noordbroek in de provincie Groningen.
De molen werd in 1849 gebouwd en is tot in de jaren tachtig van de twintigste eeuw door molenaar Begeman in bedrijf gehouden. Rond 1990 was de onderhoudstoestand echter zo slecht dat een grootscheepse restauratie nodig was. De molen, die thans eigendom is van de Molenstichting Oldambt, wordt na de restauratie regelmatig door vrijwillige molenaars in bedrijf gesteld. Het wiekenkruis, waarvan de roeden een lengte van ruim 19 meter hebben is voorzien van zelfzwichting.
In 2023-24 is de molen gerenoveerd; met name de roeden en de bekleding moesten worden vervangen. Het benodigde geld werd door acties bijeengebracht. Prinses Beatrix, beschermvrouw van De Hollandsche Molen, heropende op 13 september 2024 De Noordstar.
De stad Groningen had vroeger een molen met dezelfde naam, deze is in 1904 door brand verwoest.